# Osman Engin

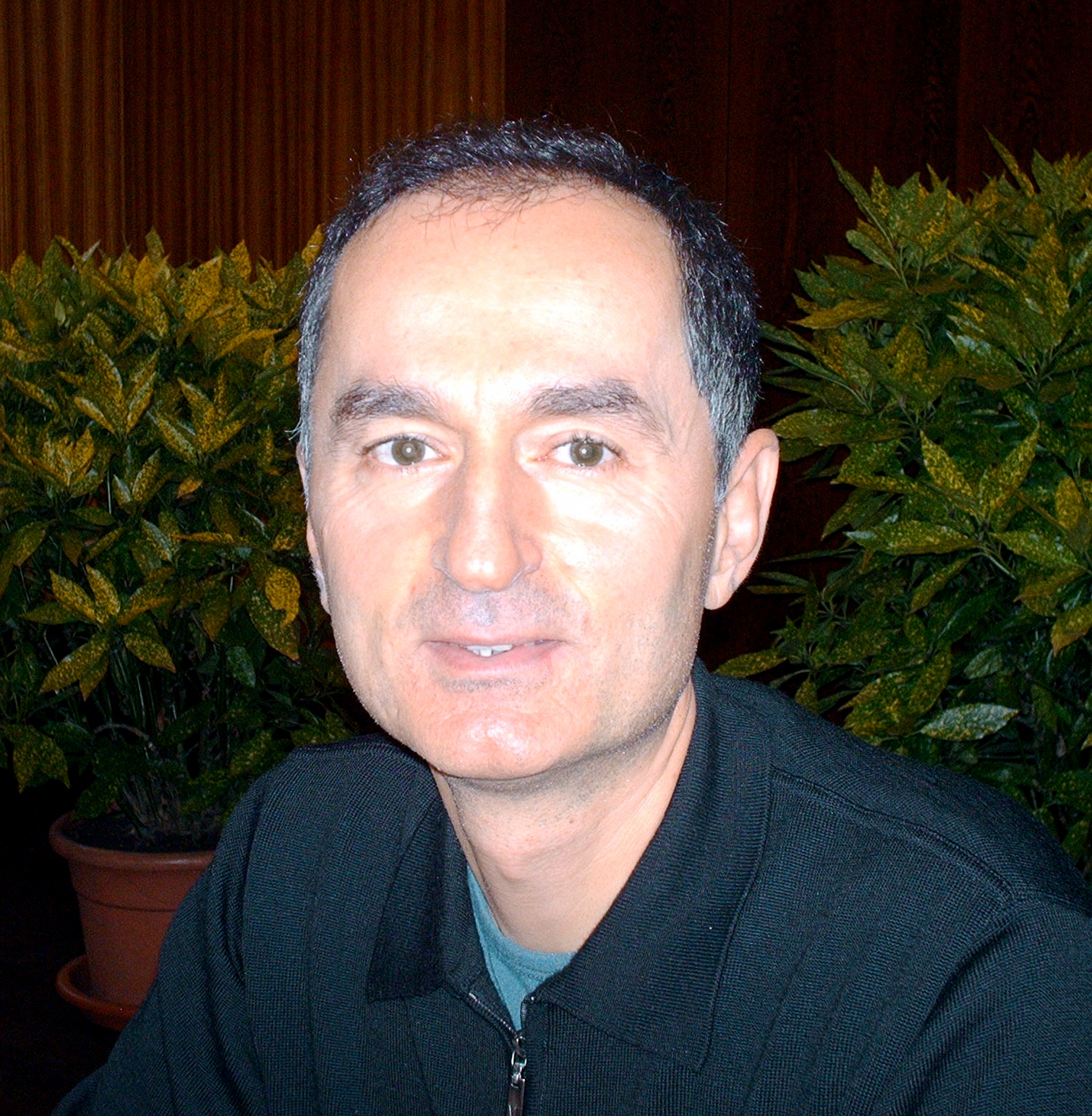
Osman Engin 2008

Osman Engin (* 25. September 1960 bei İzmir, Türkei) ist ein deutscher Satiriker. Er wurde sowohl als Schriftsteller als auch durch Hörfunkbeiträge bekannt. Der studierte Sozialpädagoge lebt seit seinem zwölften Lebensjahr in Deutschland und wohnt in Bremen.

## Werk
Seit 1983 veröffentlichte Osman Engin regelmäßig satirische Kurzgeschichten aus dem deutsch-türkischen Alltagsleben in Magazinen und Zeitungen, z. B. in der Frankfurter Rundschau, der Titanic oder der taz. 
Seine erste eigenständige Buchveröffentlichung erschien 1985 mit Der Deutschling.
Engin erhielt für seine Satiren diverse Auszeichnungen, neben einem Literaturpreis in seiner Heimatstadt Bremen unter anderem auch Literaturpreise in Berlin und Gelsenkirchen. 
2006 folgte der ARD-Medienpreis, für den Engin bereits 2004 einmal nominiert war. Er erhielt ihn für den kurzen WDR-Magazinbeitrag Ich bin Papst, der, so die Jury, „humorvoll mit alltäglichen Vorurteilen und Klischees“ spielt. Engin sei „eine beeindruckende Satire gelungen über die deutsch-türkischen Beziehungen und die oft absurden Situationen im Umgang mit vermeintlichen Ausländern“. 
Bis heute erschienen Texte von Engin auch in deutschen, französischen, dänischen, holländischen, schwedischen und kanadischen Schulbüchern.
Osman Engin hat jeden Mittwochnachmittag eine Hörfunkrubrik „Alltag im Osmanischen Reich“ bei COSMO (Radio Bremen 96,7/WDR 103,3).

## Bibliografie
- Osmans Alltag: Zwischen Köfte und Korinthenkackern (2017)
- Deutschland allein zu Haus (2013)
- 1001 Nachtschichten (2010)
- Lieber Onkel Ömer - Briefe aus Alamanya (2008)
- Tote essen keinen Döner (2008)
- Don Osman auf Tour (2007)
- Getürkte Weihnacht (2006)
- West-östliches Sofa (2006)
- Don Osman (2005)
- GötterRatte (Roman, 2004)
- Oberkanakengeil (2003)
- Kanaken-Gandhi (Roman, 2001)
- Dütschlünd, Dütschlünd übür üllüs (1994)
- Alles getürkt! (1992)
- Der Sperrmüll-Efendi (1991)
- Deutschling (1985)

## Hörbücher
- 2021: Osmans Corona Alltag (gelesen vom Autor, Audible)
- 2021: Osmans Corona Alltag 2 (gelesen vom Autor, Audible)